# Dernath Lipót
Dernath Lipót, Leopold van Dernath (Bécs, 1783. július 26. – Kassa, 1849. július 31.) aranykulcsos lovag, főrend.
Honfiúsított gróf, császári és királyi kamarás, máltai vitéz. Munkája Kassán jelent meg:
Gonsalvo von Cordova. Ein historisches Schauspiel in fünf Aufzügen. Kassa, 1827 (2., átdolgozott kiadás, az első a szerző tudtán kívül, 1808 körül jelent meg)
Arcképe rézmetszetben, a Thewrewk József-féle Magyar Pantheonban (1836) jelent meg.